# Listriella holmesi
Listriella holmesi är en kräftdjursart. Listriella holmesi ingår i släktet Listriella och familjen Liljeborgiidae. Inga underarter finns listade i Catalogue of Life.